# Еляковы
Еляковы — старинный русский дворянский род.
Род внесён Губернским дворянским депутатским собранием в VI часть дворянской родословной книги Костромской губернии Российской империи и был утверждён Герольдией Правительствующего Сената в древнем (столбовом) дворянстве.

## История рода
Фёдор Афанасьевич Еляков служил по Костроме (1622), потомство его внесено в VI часть родословной книги Костромской губернии (Герб. Часть XII. № 107). Иван Афанасьевич служил по Галичу (1647), его брат был в плену. 
Предок дворянского рода Еляковых, Марк Никитич Еляков, по ввозной грамоте пожалован (1682) недвижимым имением в деревне Лукьяновой в Костромском уезде. Ключник Кормового Дворца Афанасий Еляков владел в Москве двором (1688), его вдова с двумя сыновьями владела населёнными имениями (1699). Дмитрий Иванович Еляков московский дворянин (1692). 

## Описание герба
В зелёном щите золотой пояс, обременённый тремя зелёными трилистниками. За поясом накрест две золотые стрелы с червлёными перьями остриями вверх (польский герб Ёдзешко).
Щит увенчан дворянским коронованным шлемом. Нашлемник: стоящий русский воин вправо в зелёной одежде с золотым кушаком и в зелёной шапке с золотым ободком, держит золотой натянутый с золотой стрелой лук. Намёт: зелёный с золотом. Герб дворянского рода Еликовых был записан в Часть XII Общего гербовника дворянских родов Всероссийской империи, страница 107.